# Contabilidad medioambiental
La contabilidad medioambiental, también llamada  "contabilidad verde" (término que entró en el uso común a través del economista y profesor Peter Wood en la década que comenzó en 1981.), "contabilidad ecológica" y "contabilidad ambiental",  es un tipo  de contabilidad que incluye, en las cuentas de una organización o país, elementos que hacen referencia al impacto ambiental de sus acciones. De esta manera se extiende el concepto de "beneficios" o "pérdidas", sacándolo de un ámbito puramente monetario. Se puede saber así de una forma rigurosa y estandarizada si las actuaciones corporativas o estatales son beneficiosas o perjudiciales para el medio ambiente.
La contabilidad medioambiental identifica y mide el uso de recursos, su impacto y sus costes. Los costes pueden incluir la limpieza de lugares contaminados, multas de carácter medioambiental, impuestos, compra de tecnología verde, tratamiento de residuos y, en última instancia, la integración de externalidades ambientales. 
Un sistema de contabilidad medioambiental se compone de una cuenta ecológica y de una cuenta convencional adaptada. La cuenta convencional adaptada mide los impactos sobre el medio ambiente en términos monetarios. La cuenta ecológica mide el impacto que una empresa tiene en el medio ambiente en términos físicos (kilogramos de residuos producidos, kilojulios de energía consumida, etc.).

## Objetivos
La contabilidad ambiental busca medir los impactos financieros y no financieros que produce sobre una empresa el cuidado que esta tenga de que sus procesos sean respetuosos con el medio ambiente. Dicho de otro modo, mide cuánto le cuesta a la empresa cuidar (o no cuidar) el medio ambiente.
Los costos ambientales pueden dividirse en las siguientes categorías:
a)	Costos de prevención.
b)	Costos de detección.
c)	Costos de fallos internos.
d)	Costos por acontecimientos externos.
Aquellos costos ambientales no incluidos en los libros contables de la empresa se denominan externalidades y son costos soportados por el resto de la sociedad.

## Ámbitos de aplicación
La contabilidad ambiental, al igual que la contabilidad convencional, puede aplicarse en distintos ámbitos. Hay tres ámbitos donde actualmente se aplica: la contabilidad ambiental global, la contabilidad ambiental estatal y la contabilidad ambiental corporativa.

### Contabilidad ambiental global
Se refiere a la que se aplica a escala planetaria. Contempla aspectos energéticos, ecológicos y económicos. La Tierra es el sistema en estudio, y su equilibrio energético se basa en las recepciones y pérdidas de energía solar.

### Contabilidad ambiental estatal
Contempla indicadores de los recursos naturales, emisiones, generación de residuos, etc., en una determinada área geográfica o país. Los recursos naturales quedan incluidos en esta contabilidad, y ayudan a la toma de decisiones políticas que afecten a la economía. Convencionalmente, dentro de un país es el producto interno bruto (PIB) el indicador básico del funcionamiento económico, y por extensión del funcionamiento general de un país. La contabilidad ambiental plantea la preocupación de incluir en el análisis indicadores sociales y ambientales, además de los económicos.
El objetivo principal de esta contabilidad es ayudar a entender y gestionar las relaciones entre los objetivos económicos tradicionales (por ejemplo el crecimiento, el beneficio o el aumento de la facturación) y los objetivos medioambientales (por ejemplo la lucha contra el calentamiento mundial, la preservación del entorno, su restauración o su mejora). Esta contabilidad también aumenta la disponibilidad de información importante para analizar  políticas, especialmente cuando se pasan por alto aspectos vitales. Se dice que la contabilidad verde solo asegura una sostenibilidad débil, lo que se debería considerar como un paso hacia el objetivo final: una sostenibilidad fuerte.

El Sistema de Cuentas Nacionales (SNA por su siglas en inglés) de la ONU define Producto interno neto (NDP por sus siglas en inglés) como:
NDP = Exportaciones Netas + Consumo Final (C) + Inversión Neta (I)
Esta es también una fórmula típica en artículos y textos sobre contabilidad.
La contabilidad ambiental utiliza sin embargo el Sistema de Contabilidad Económica Medioambiental (SEEA por su siglas en inglés), también de la ONU, que se centra en el vaciado de recursos naturales escasos (depletion, consumo a mucha mayor velocidad de la que se regeneran, con lo que se termina agotándolos) y mide los costes de la degradación medioambiental junto con su prevención.

De esta forma, a partir del NDP se define el NDP verde, también conocido como EDP (la E es del inglés environmental, ambiental). La fórmula de la contabilidad ambiental en este ámbito es:
EDP = Exportaciones Netas + C + NAp. ec + (Nanp.ec - NAnp.n)
Donde:
EDP = Producto Interior Medioambiental,
C = Consumo Final,
NApec = Acumulación Neta de Activos Económicos Producidos,
Nanp.ec = Acumulación Neta de Activos Económicos No Producidos,
NAnp.n = Acumulación Neta de Recursos Naturales No producidos.

### Contabilidad ambiental corporativa
Se aplica en el ámbito de una empresa. Consiste en la identificación, análisis y uso de información relativa a los flujos de energía, agua, materiales y residuos e información monetaria sobre los costes asociados.

## Áreas de aplicación
La contabilidad financiera medioambiental estudia el reconocimiento, valoración, registro y divulgación de información financiera y medioambiental en las cuentas anuales y el informe de gestión. Los recientes cambios experimentados en la normativa contable española para su armonización con las normas internacionales de información financiera han introducido diversos requerimientos informativos sobre aspectos medioambientales en las cuentas anuales y en el informe de gestión. Como consecuencia, en los últimos años se han elaborado un importante número de trabajos de investigación que analizan el impacto de la regulación contable aprobada en España a este respecto.
La contabilidad de gestión medioambiental estudia las prácticas relacionadas con la determinación y análisis de la información medioambiental como apoyo a la toma de decisiones tácticas y operativas por la empresa, así como su programación, presupuestación y control. En esta línea destaca la literatura que analiza las externalidades y costos relacionados con la protección ambiental.
La divulgación de información medioambiental y de sostenibilidad estudia la divulgación de esta información en el informe anual y en los informes específicos que elaboran las empresas. En este campo destaca en los últimos años el análisis de las memorias de sostenibilidad elaboradas bajo el marco de la Iniciativa de Reporte Global.
La responsabilidad social corporativa, al consistir en la contribución activa y voluntaria de la empresa a la mejora social, económica y ambiental, necesita de la contabilidad medioambiental para evaluar la situación de partida y calibrar el impacto ambiental de las posibles decisiones empresariales, favoreciendo que se tomen las de mayor impacto positivo o, si todas las decisiones posibles tienen impacto negativo, la menos nociva.

## Retos

### Protección medioambiental y crecimiento económico
El efecto de las políticas medioambientales en la economía siempre ha sido un tema polémico. Muchos economistas argumentan que limitar  la contaminación disminuye el crecimiento económico. Por ejemplo, entre 1973 y 1982 los Estados Unidos establecieron una normativa anticontaminación más estricta, la cual llevó a una disminución del 0,09 % anual en el crecimiento de la producción nacional. Un estudio realizado en 1990 también analizó el crecimiento económico durante el periodo 1973-1980. El resultado indicó que esta normativa redujo la renta nacional bruta un 0,19 % anualmente. Otros investigadores argumentan que estas reducciones son insignificantes comparadas con la protección y mantenimiento de un medio ambiente que no tiene precio. 
Sin embargo se han cuantificado, por un lado, los daños de la contaminación. Un estudio publicado en 2017 por la revista The Lancet afirma que, en todo el mundo, la contaminación en 2015 costó más de 4,6 billones de $, el 6,2 % del PIB del planeta, y mató a más de 9 millones de personas.
Por otro lado se han cuantificado los Servicios del ecosistema (aire para respirar, agua para beber, alimentos, etc.): la Organización de las Naciones Unidas para la Alimentación y la Agricultura (FAO) los cifra en 125 billones de $. 
Y por último se ha evaluado el consumo actual de recursos naturales: la BBC estima que se gastan a vez y media la velocidad con que se regeneran, con lo que, si no se adoptan medidas inmediatas, los niveles de vida podrían empezar a declinar por esta causa ya en 2030.

### Impactos distributivos de las políticas medioambientales y de recursos naturales
No todas las  industrias contaminan igual; las químicas y papeleras, por ejemplo, tienden contaminar más que otras. Es difícil medir con exactitud el nivel de contaminación de cada industria para categorizar y establecer un conjunto justo de políticas. En particular, una mejora de la calidad del agua podría favorecer especialmente a los grupos de mayores ingresos, porque la mayoría de mejoras se harían en los cascos urbanos.

### Relaciones entre las políticas comerciales, medioambientales y de recursos naturales
Durante la mundialización y la rápida expansión del mercado internacional, quienes formulan las políticas estadounidenses se han dado cuenta de la importancia de lo que está ocurriendo en otros países. Antes de tomar cualquier decisión y entregar el borrador final al Congreso, estos formuladores se preocuparon por los efectos del Tratado de Libre Comercio de América del Norte (NAFTA por sus siglas en inglés) sobre el medio ambiente. Los sistemas de contabilidad nacional que incluyan los recursos medioambientales y naturales podrían proporcionar información útil durante las negociaciones sobre los compromisos de las naciones para restaurar o mantener el capital natural.
No se han empleado restricciones al comercio (aranceles punitivos, embargo, etc.) cuando la producción de un país o sus métodos de procesamiento resultan en emisiones excesivas de contaminantes (dióxido de carbono, azufre, óxidos de nitrógeno, clorofluorocarbonos, etc.) a través de sus fronteras nacionales. La dificultad reside en determinar los efectos de los contaminantes transfronterizos sobre los costes de producción.

### Polémica

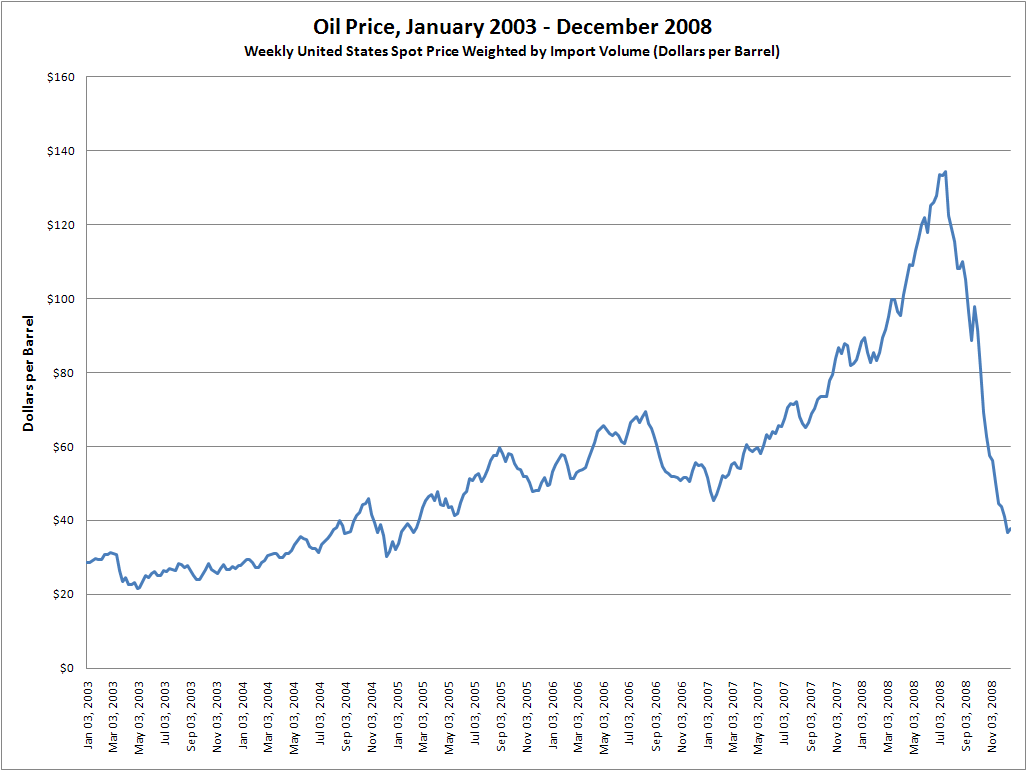
Precios semanales del crudo spot estadounidense de enero de 2003 a diciembre de 2008

La contabilidad medioambiental es una práctica polémica, porque el vaciado de un recurso natural puede ser ya contabilizado por las industrias extractivas, y la contabilidad de las externalidades puede ser arbitraria. Es obvio por tanto que necesitaría establecerse una práctica estándar para que ganara tanto credibilidad como uso. Sin embargo el vaciado  no es toda la contabilidad medioambiental; la contaminación es otro factor empresarial que casi nunca se contabiliza específicamente. Julian Lincoln Simon, un profesor de administración de empresas en la Universidad de Maryland y un socio sénior en el Instituto Cato, adujo en su libro de 1981 The Ultimate Resource, revisado en 1996 con el título The Ultimate Resource 2, que el uso de los recursos naturales resulta en una mayor riqueza, como evidencian los precios descendentes a lo largo del tiempo de virtualmente todos los recursos no renovables. Posteriormente (de 2003 a 2008) se produjo el gran incremento de los precios del petróleo (de 20 dólares norteamericanos por barril, $/bbl en abril de 2003 a más de 130 $/bbl en julio de 2008), de otras materias primas y de los alimentos, dando lugar a la Crisis alimentaria mundial (2007-2008) y, junto con otras causas, a la Gran Recesión.

## El concepto de ecoeficiencia
En los últimos años, la preocupación por el medio ambiente ha sido un factor importante en las decisiones de las empresas, no solo por la responsabilidad social que tienen frente a la comunidad, sino también porque las leyes ambientales las obligan a mantener índices de contaminación bajos, leyes que, si no son respetadas, conllevan altas multas que van en demérito de la empresa.. 
La contabilidad medioambiental ayuda a que las empresas promuevan un futuro sostenible al traer a colación la contratación pública verde (llamada también contratación sostenible, que no tiene que ser necesariamente pública: cualquier empresa privada puede también aprovisionarse de modo sostenible) y la investigación y desarrollo con finalidad medioambiental. Las penalizaciones para quienes contaminan y los incentivos (como exenciones fiscales, derechos de emisión, etc.) son también una parte crucial de este tipo de contabilidad.
Actualmente el término de ecoeficiencia se ha vuelto común en el lenguaje empresarial. Implica que una organización puede producir más y mejores bienes y, simultáneamente, reducir el consumo de recursos y sus costos. Este concepto conlleva tres ideas principales:
1.	La mejora del desempeño financiero y el esfuerzo ecológico de la compañía deben ir de la mano.
2.	Una mayor preocupación por el impacto que las actividades de la empresa puedan tener sobre el medio ambiente no debe ya ser vista como una mera cuestión de responsabilidad social, o incluso de caridad, sino como un factor clave de competitividad.
3.	La ecoeficiencia complementa y apoya al esfuerzo de las empresas por lograr un desarrollo sostenible (esto es, satisfacer las demandas actuales sin sacrificar la posibilidad de que futuras generaciones puedan satisfacer las suyas).